# Pianoconcert nr. 4 (Beethoven)
Ludwig van Beethovens Pianoconcert Nr. 4 in G-groot op. 58 werd gecomponeerd in 1805. Van dit concert is geen autograaf overgeleverd.
Het werk is georkestreerd voor pianosolo en een orkest bestaande uit 1 fluit, 2 hobo's, 2 klarinetten, 2 fagotten, 2 hoorns, 2 trompetten, pauken en strijkers. Zoals gebruikelijk in concerten bestaat het uit 3 delen:
- I. Allegro moderato (G-groot)
- II. Andante con moto (e-klein)
- III. Rondo (Vivace) (G-groot)

Het vierde pianoconcert werd door Beethoven zelf gespeeld tijdens de première bij een privaat concert in maart 1807 ten paleize van Beethovens broodheer, prins Franz Joseph Maximilian von Lobkowitz. De openbare première echter vond pas plaats op 22 december 1808 in Wenen in het Theater an der Wien, waarin Beethoven wederom zelf soleerde. Hier was het concert deel van een marathon concert waarin Beethoven tevens voor het laatst solistisch optrad met orkest. Ook vond toen de première plaats van de "Koorfantasie" en de Symfonie Nr. 5 en Symfonie Nr. 6 (de "Pastorale"). Beethoven droeg het pianoconcert op aan zijn vriend en een van zijn broodheren, aartsbisschop Rudolf van Oostenrijk.
Een recensie in de Allgemeine Musikalische Zeitung van mei 1809 meldt dat dit concert "het meest bewonderenswaardige, eigenaardige artistieke en complexe concert is dat Beethoven ooit vervaardigde". Het stuk raakte echter na de première in de vergetelheid tot 1836 toen het herontdekt werd door Felix Mendelssohn.

## Delen

### I.Allegro moderato
Het eerste deel opent met een piano-solo die als thema een eenvoudige akkoordserie speelt in de hoofdtoonsoort G-groot, alvorens tot rust te komen op de dominant. Na een korte stilte van twee en een halve maat neemt het orkest dit lieflijke thema over, maar in de toonsoort B-groot, de majeur-mediant van G. Deze tertsverwantschap wordt het leidmotief van het openingsdeel.
Het orkest speelt het thema in B-groot, en wandelt door een kwintencirkel terug naar een cadens in G-groot. Het thema wordt dan nogmaals getoond, in stretto tussen de hoge en lage stemmen. Een stevige cadens introduceert in 1 maat dan een wending met modulatie naar een overgangsthema, dat door rusteloze triolen wordt begeleid. De muziek vervolgt naar de mineur-mediant b klein, en de dynamiek wordt gereduceerd tot pianissimo. Op dat punt keert materiaal van het hoofdthema weer terug. Langs een stijdende baslijn en sequens van harmonieën weet de muziek terug te keren tot de hoofdtoonsoort G op een orgelpunt met een nieuw thema, dat afgeleid is van maat 3,4 en 5. De slotcadens wordt enige maten uitgesteld alvorens materiaal uit de openingsmaten terugkeert als het deel voor de pianocadens zijn slotthema's laat horen, nu begeleid door een orgelpunt op de grondtoon, met sterke dominant-akkoorden.
De openingsmaten van de pianocadens lijken een Eingang, een muzikale improvisatorische frase uit Mozarts dagen. Beethoven raakt aan deze improvisatorische stijl door een uitgeschreven versnelling, van achtsten naar triolen naar zestienden en uiteindelijk een snel dalende toonladder die in snelle zestiendentriolen naar beneden raast. Een lange voorbereiding is dan nodig alvorens het orkest het hoofdthema ter afsluiting oppakt.

### II.Andante con moto
Het tweede deel wordt vaak geassocieerd met Orpheus die aan de poort van Hades de Furiën temt (voorgesteld door de piano en unisono spelende strijkers). Lange tijd is gedacht dat Franz Liszt deze associatie het eerst opperde, maar inmiddels weet men (sinds 1985) via musicoloog Owen Jander dat dit het eerst is geopperd door Adolph Bernard Marx in diens Beethovenbiografie uit 1859. Het rustige e-klein einde van dit deel gaat zonder pauze over in de C-groot akkoorden die de finale openen.
De solocadens aan het eind van dit deel bevat pedaalinstructies, waarvan onduidelijk is of deze instructies voor de effectpedalen van de toenmalige pianofortes zijn bedoeld of dat ze als reguliere pedaalinstructies dienen te worden opgevat, die ook op moderne instrumenten kunnen worden gerealiseerd.

### III.Rondo (Vivace)
In contrast met de voorgaande delen is het derde deel een traditioneel rondo. Het heeft een karakteristiek ritme en het begint in de subdominant van C (dus in F) alvorens het in de hoofdtoonsoort G terechtkomt en dit G-groot met een korte cadens bekrachtigd wordt.

## Populariteit
Dit concert is onder pianisten erg populair, hetgeen ook blijkt uit talloze cadensen die andere componisten en pianisten schreven bij het eerste (zoals Clara Schumann, Ferruccio Busoni, Hans von Bülow, Ignaz Moscheles, Camille Saint-Saëns, Anton Rubinstein, Nikolaj Medtner, Eugèn d'Albert, Leopold Godowsky en Samuel Feinberg, om er enigen te noemen). Er zijn tal van opnamen van dit werk op compact disc verschenen.

## Kritiek
Het concert is ook bekritiseerd. Zo schreef Robert Schumann over het eerste deel dat de aanduiding cantabile voor de thema's in de piano die in de hoogste registers gespeeld moeten worden, belachelijk is, aangezien een piano in die regionen niet kan 'zingen'.

## Media
- Geluidsopname van deel 1
- Geluidsopname van deel 2 en 3

"Nr.0" in Es majeur (WoO 4) · Nr. 1 in C majeur · Nr. 2 in Bes majeur · Nr. 3 in c mineur · Nr. 4 in G majeur · Nr. 5 in Es majeur